# Canton de Saint-Jean-de-la-Ruelle
Le canton de Saint-Jean-de-la-Ruelle est une circonscription électorale française située dans le département du Loiret en région Centre-Val de Loire.

## Histoire
- Le canton de Saint-Jean-de-la-Ruelle a été créé par le décret du 23 juillet 1973 par division du Canton d'Orléans-Nord-Ouest[1].

- Par décret du 25 février 2014, le nombre de cantons du département est divisé par deux, avec mise en application aux élections départementales de mars 2015. Le canton de Saint-Jean-de-la-Ruelle est conservé et s'agrandit. Il passe de 1 à 3 communes[2].

## Représentation

### Représentation avant 2015
| Période                                   | Période           | Identité                         | Étiquette   | Qualité |
| ----------------------------------------- | ----------------- | -------------------------------- | ----------- | --- |
| 1973                                      | 1976              | Bernard-Jean Creiche (1904-1995) | CD puis DVD | Ferronnier d'art Maire de Saint-Jean-de-la-Ruelle |
| 1976                                      | 1982              | Jean-Claude Portheault           | PS          | Enseignant Député du Loiret (1981-1988) Maire de Saint-Jean-de-la-Ruelle (1977-1998)                                                                            |
| 1982                                      | 1982 (annulation) | Paul Leblée                      | PS          | |
| 1982                                      | 1988              | Pierre Hanous (1945-2003)        | RPR         | |
| 1988                                      | 1994              | Jean-Claude Portheault           | PS          | Enseignant Député du Loiret (1981-1988) Maire de Saint-Jean-de-la-Ruelle (1977-1998)                                                                            |
| 1994                                      | 2001              | Pierre Lamarque                  | UDF-DL      | Chef d'entreprises Conseiller régional |
| 2001                                      | 2015              | Christophe Chaillou              | PS          | Directeur de l'association française du Conseil des Communes et Régions d'Europe Maire de Saint-Jean-de-la-Ruelle (depuis 1998), sénateur depuis septembre 2023 |
| Les données manquantes sont à compléter.D |                   |                                  |             | |

#### Résultats électoraux détaillés
- Élections cantonales de 2001 : Christophe Chaillou (PS) est élu au 2e tour avec 68,31 % des suffrages exprimés, devant Nicole Leclerc-Teisseire (RPR) (31,69 %). Le taux de participation est de 48,09 % (4 276 votants sur 8 892 inscrits)[3].
- Élections cantonales de 2008 : Christophe Chaillou   (PS) est élu au 1er tour avec 66,68 % des suffrages exprimés, devant Claude  Huyghues des Etages  (UMP) (16,2 %) et Christian  Foiret  (PCF) (7,98 %). Le taux de participation est de 59,56 % (5 647 votants sur 9 481 inscrits)[4].

### Représentation après 2015
| Période élective | Période élective | Mandat | Mandat           | Identité            | Nuance | Nuance | Qualité                                                                  |
| ---------------- | ---------------- | ------ | ---------------- | ------------------- | ------ | ------ | ------------------------------------------------------------------------ |
| 2015             | 2021             | 2015   | 2021             | Christophe Chaillou |        | PS     | Maire de Saint-Jean-de-la-Ruelle                                         |
| 2015             | 2021             | 2015   | 2021             | Hélène Lorme        |        | PS     | Adjointe au maire d'Ingré                                                |
| 2021             | 2028             | 2021   | 2023 (démission) | Christophe Chaillou |        | PS     | Maire de Saint-Jean-de-la-Ruelle (1998-2023) Sénateur du Loiret (2023 →) |
| 2021             | 2028             | 2021   | en cours         | Hélène Lorme        |        | PS     | Adjointe au maire d'Ingré                                                |
| 2021             | 2028             | 2023   | en cours         | Vincent Devailly    |        | PS     | 1er adjoint au maire de La Chapelle-Saint-Mesmin                         |

### Résultats détaillés

#### Élections de mars 2015
À l'issue du 1er tour des élections départementales de 2015, deux binômes sont en ballottage : Christophe Chaillou et Hélène Lorme (Union de la Gauche, 42,42 %) et Alain Bacquey et Jennifer Juillet (FN, 26,64 %). Le taux de participation est de 46,22 % (10 649 votants sur 23 039 inscrits) contre 49,98 % au niveau départemental et 50,17 % au niveau national.
Au second tour, Christophe Chaillou et Hélène Lorme (Union de la Gauche) sont élus avec 64,45 % des suffrages exprimés et un taux de participation de 46,76 % (6 259 voix pour 10 773 votants et 23 039 inscrits).

#### Élections de juin 2021
Le premier tour des élections départementales de 2021 est marqué par un très faible taux de participation (33,26 % au niveau national). Dans le canton de Saint-Jean-de-la-Ruelle, ce taux de participation est de 28,98 % (6 844 votants sur 23 616 inscrits) contre 32,6 % au niveau départemental. À l'issue de ce premier tour, deux binômes sont en ballottage : Christophe Chaillou et Hélène Lorme (PS, 47,62 %) et Kadéjat Dahou et Guillem Leroux (DVD, 18,74 %).
Le second tour des élections est marqué une nouvelle fois par une abstention massive équivalente au premier tour. Les taux de participation sont de 34,36 % au niveau national, 32,79 % dans le département et 29,7 % dans le canton de Saint-Jean-de-la-Ruelle. Christophe Chaillou et Hélène Lorme (PS) sont élus avec 66,38 % des suffrages exprimés (4 295 voix pour 7 016 votants et 23 623 inscrits),,.

## Composition

### Composition avant 2015

Situation du canton de Saint-Jean-de-la-Ruelle dans le département du Loiret avant 2015.

Avant 2015, le canton n'était composé que de la seule commune de Saint-Jean-de-la-Ruelle.

### Composition depuis 2015
Le canton de Saint-Jean-de-la-Ruelle est composé de trois communes.
| Nom                                             | Code Insee | Intercommunalité  | Superficie (km2) | Population (dernière pop. légale) | Densité (hab./km2) | Modifier                                    |
| ----------------------------------------------- | ---------- | ----------------- | ---------------- | --------------------------------- | ------------------ | ------------------------------------------- |
| Saint-Jean-de-la-Ruelle (bureau centralisateur) | 45285      | Orléans Métropole | 6,10             | 16 608 (2022)                     | 2 723              | modifier les données · modifier les données |
| La Chapelle-Saint-Mesmin                        | 45075      | Orléans Métropole | 8,96             | 10 492 (2022)                     | 1 171              | modifier les données · modifier les données |
| Ingré                                           | 45169      | Orléans Métropole | 20,82            | 9 838 (2022)                      | 473                | modifier les données · modifier les données |
| Canton de Saint-Jean-de-la-Ruelle               | 4519       |                   | 35,88            | 36 938 (2022)                     | 1 029              | modifier les données                        |

## Démographie

### Évolution démographique

#### Démographie avant 2015
En 2012, le canton comptait 16 833 habitants.
| 1975   | 1982   | 1990   | 1999   | 2006   | 2011   | 2012   |
| ------ | ------ | ------ | ------ | ------ | ------ | ------ |
| 16 359 | 17 062 | 16 335 | 16 560 | 16 414 | 16 680 | 16 833 |

#### Démographie depuis 2015
En 2022, le canton comptait 36 938 habitants, en évolution de +4,3 % par rapport à 2016 (Loiret : +1,89 %, France hors Mayotte : +2,11 %).
| 2013   | 2018   | 2022   |
| ------ | ------ | ------ |
| 34 848 | 35 934 | 36 938 |

### Âge de la population
La pyramide des âges, à savoir la répartition par sexe et âge de la population, du canton de Saint-Jean-de-la-Ruelle en 2009 ainsi que, comparativement, celle du département du Loiret la même année sont représentées avec les graphiques ci-dessous. La population du canton comporte 47,6 % d'hommes et 52,4 % de femmes. Elle présente en 2009 une structure par grands groupes d'âge légèrement plus jeune que celle de la France métropolitaine. Il existe en effet 123 jeunes de moins de 20 ans pour cent personnes de plus de 60 ans, alors que pour la France l'indice de jeunesse, qui est égal à la division de la part des moins de 20 ans par la part des plus de 60 ans, est de 1,06. L'indice de jeunesse du canton est également supérieur à celui  du département (1,1) et à celui de la région (0,95).
| Hommes | Classe d’âge | Femmes |
| ------ | ------------ | ------ |
| 0,4    | 90 ans ou +  | 0,9    |
| 6,0    | 75 à 89 ans  | 9,2    |
| 13,8   | 60 à 74 ans  | 13,4   |
| 18,3   | 45 à 59 ans  | 17,8   |
| 20,8   | 30 à 44 ans  | 19,1   |
| 20,4   | 15 à 29 ans  | 19,0   |
| 20,4   | 0 à 14 ans   | 20,6   |

| Hommes | Classe d’âge | Femmes |
| ------ | ------------ | ------ |
| 0,4    | 90 ans ou +  | 1,1    |
| 6,6    | 75 à 89 ans  | 9,5    |
| 13,4   | 60 à 74 ans  | 13,9   |
| 20,1   | 45 à 59 ans  | 20,0   |
| 20,3   | 30 à 44 ans  | 19,5   |
| 19,3   | 15 à 29 ans  | 17,7   |
| 19,9   | 0 à 14 ans   | 18,2   |